# 巴氏擬麗鱼
巴氏擬麗魚，為輻鰭魚綱鱸形目隆頭魚亞目慈鯛科的其中一種，分布於非洲馬拉威湖Maleri島流域，棲息深度12-15公尺，體長可達8.1公分，棲息在沉澱物豐富的水域，以浮游生物為食，可作為觀賞魚。

## 擴展閱讀
維基物種上的相關：巴氏擬麗魚